# Air-France-Flug 358

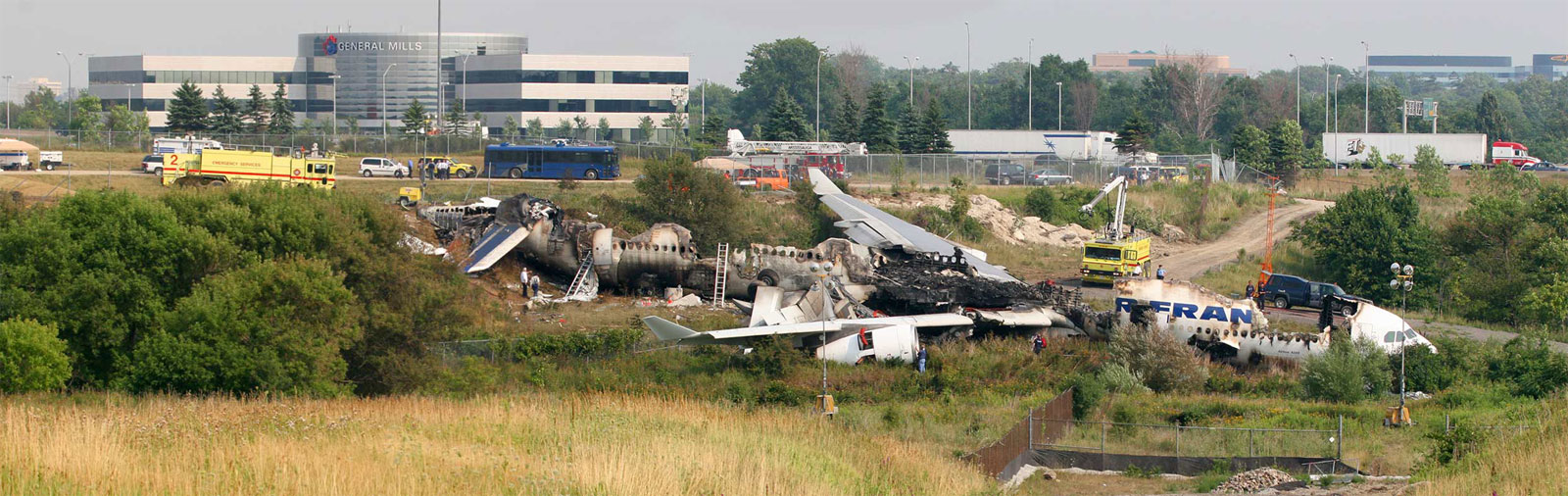
Der Airbus A340-313X einen Tag nach dem Unfall

Der Air-France-Flug 358 (AF 358) war ein Passagierflug der Air France am 2. August 2005 vom Flughafen Paris-Charles de Gaulle (CDG) zum Toronto Pearson International Airport (YYZ). Die Maschine verließ Paris um 11:15 Uhr UTC (13:15 Uhr Ortszeit) und landete in Toronto um 20:02 Uhr UTC (16:02 Uhr Ortszeit).
Bei der Landung auf dem kanadischen Flughafen schoss das Flugzeug über die Landebahn hinaus, stürzte in einen Graben und ging in Flammen auf. An Bord des Airbus 340-313X befanden sich 309 Personen (297 Passagiere und 12 Crewmitglieder), Kapitän war der 54-Jährige Alain Rosaye und Kopilot der 42-Jährige Frédéric Naud. Da der Unfall keine Todesopfer und nur einige Leichtverletzte forderte, wird auch vom Wunder von Toronto gesprochen. Die Maschine brannte vollständig aus.
Daraufhin wurden alle geplanten Landungen auf andere Flughäfen umgeleitet, die größte Aktion nach der Operation Yellow Ribbon, bei der nach den Terroranschlägen in den USA am 11. September 2001 255 Flüge zu 15 verschiedenen kanadischen Flughäfen umgeleitet wurden.

## Ablauf

Schema zur Landung des Air-France-Flug 358 in Toronto

Der Unfall geschah am 2. August 2005 um 16:02 Uhr Ortszeit. Zu diesem Zeitpunkt herrschte über dem Flughafen ein starkes Gewitter mit heftigen Niederschlägen und böigem Wind. Die Maschine setzte erst 1160 Meter (3800 Fuß) hinter dem Anfang der Landebahn 24 L auf, also deutlich zu spät und wurde mittels der Fahrwerksbremsen mit voller Kraft gebremst. Allerdings wurde die Schubumkehr erst 12,8 Sekunden nach der Landung eingeleitet und hatte erst 16,4 Sekunden nach der Landung volle Kraft erreicht. Der Bremsweg reichte nicht mehr aus. Die Maschine rollte 300 Meter über das Ende der Bahn hinaus und kam zum Stehen, nachdem sie 12 Meter tiefer in eine Baumgruppe bis unmittelbar vor einen kleinen Bach rutschte, wo das Leitwerk am Heck abbrach und das Flugzeug Feuer fing. In der Mitte der Maschine brach Feuer aus und blockierte einige Notausgänge, außerdem versagten zwei Notrutschen. Trotzdem gelang die Evakuierung des Flugzeugs innerhalb von zwei Minuten nach der Bruchlandung, wobei sich einige Insassen Verletzungen zuzogen. Der Copilot verließ das Wrack als letzter.
Die Passagiere liefen zum Highway, der parallel zur Landepiste verläuft, wo die Peel Regional Police sie in Empfang nahm. Einige Verletzte, darunter der Kapitän, wurden von Autofahrern mitgenommen und in naheliegende Krankenhäuser gefahren. Das Flugzeug brannte innerhalb von zwei Stunden völlig aus, die endgültige Löschung wurde um 18:00 Uhr gemeldet. Der Unfall wurde von einer Webcam gefilmt, das Material wurde anschließend beispielsweise auf CNN und n-tv ausgestrahlt. Bei der sofort angelaufenen Ermittlung konnte der von einigen Augenzeugen gemeldete Blitzeinschlag nicht bestätigt werden.

## Passagiere
| Nationalität           | Passagiere |
| ---------------------- | ---------- |
| Kanada                 | 104        |
| Frankreich             | 101        |
| Indien                 | 08         |
| Italien                | 019        |
| Vereinigtes Königreich | 07         |
| Vereinigte Staaten     | 019        |
| Mexiko                 | 01         |
| Deutschland            | 02         |
| unbekannt              | 064        |
| Gesamt                 | 297        |

## Fluggerät
Bei der verunglückten Maschine handelte es sich um einen Airbus A340-313, der 1999 seinen Erstflug absolviert hatte. Das Flugzeug mit dem Luftfahrzeugkennzeichen F-GLZQ war mit vier CFM56-5C4-Triebwerken ausgestattet, die es auf eine maximale Geschwindigkeit von Mach 0,86 bringen konnten. Die letzte Überprüfung des Flugzeuges war am 5. Juli 2005 durchgeführt worden.

## Untersuchung
Die Flugunfalluntersuchung wurde von der kanadischen Behörde für Transportsicherheit, (TSB, Transportation Safety Board of Canada) in Zusammenarbeit mit weiteren Organisationen durchgeführt:
- Transport Canada – Ministerial observer for Minister of Transport (Canada)
- Airbus
- Air France
- GE-Aviation
- United States National Transportation Safety Board (NTSB)[5]

### Vermutungen kanadischer Ermittler im Vorfeld der Untersuchung
Kanadische Ermittler erhoben im Vorfeld der Untersuchung gegen beide Piloten des Airbus Vorwürfe. Sie kritisierten insbesondere das Verhalten des ersten Offiziers, der das Flugzeug zum Unfallzeitpunkt führte. Er habe das Flugzeug erst „weit hinter der normalen Aufsetzzone“ und damit deutlich zu spät auf der Start- und Landebahn aufsetzen lassen und dadurch die sichere Zone der 2800 Meter langen Landebahn verfehlt. Die Piloten hätten zwar, nachdem sie den Fehler bemerkt hatten, noch eine Notbremsung eingeleitet, trotzdem habe sich das Flugzeug auf dem unbefestigten Terrain nach dem Ende der Piste noch mit etwa 150 km/h bewegt. Eine Behauptung, der erste Offizier habe versucht, durchzustarten, konnte nicht bestätigt werden.

### Verzögertes Auslösen der Schubumkehr
Die bei einer Landung zwingend und unverzüglich einzuleitende Schubumkehr (auch Umkehrschub genannt) erfolgte erst 17 Sekunden nach dem Aufsetzen der Maschine und damit viel zu spät. Der Kapitän erklärte hierzu später, dass der erste Offizier beim Aufsetzen der Maschine die Steuerorgane stark verkrampft hielt, und er selbst daher erst nach einigen Sekunden den Umkehrschub aktivieren konnte. Die Ermittler nehmen an, dass ohne diese Verzögerung auch das verbleibende Landebahn-Teilstück von 1500 m ausgereicht hätte, um das Flugzeug sicher zum Stillstand zu bringen.

### Downburst als mögliche Erklärung für das Verhalten des Flugzeugs
Die Auswertung des Bodenradars durch die Ermittler ergab, dass sich die Geschwindigkeit des Flugzeugs auf der Landebahn zunächst erhöhte, anstatt sich zu verringern. Angesichts der Wetterbedingungen zum Zeitpunkt der Landung ist eine zumindest plausible Erklärung hierfür, dass ein Downburst hinter dem landenden Flugzeug niederging und die am Boden aufschlagende Böenwalze das Flugzeug von hinten erfasste. Das Flugzeug wäre von diesem rasch fortlaufenden Rotor angehoben worden und hätte wenige Meter über Grund beschleunigt, ohne dass die Piloten der Beschleunigung wirksam begegnen konnten. Die Bremsen wären wirkungslos geblieben, da das Fahrwerk keinen Bodenkontakt mehr hatte. Mit dieser Erklärung sind auch Zeugenaussagen von Passagieren in Einklang zu bringen; sie hätten gespürt, wie das Flugzeug wieder beschleunigte.
Auch die Funktionen des Flugzeugs zur automatischen Landung konnten den Unfall wegen der zu kurzen Rest-Landebahnlänge nicht verhindern. Bei einer von Hand gesteuerten Landung bei Starkniederschlägen (wet downburst) wäre erschwerend die sogenannte Wasserglätte (Aquaplaning) hinzugekommen, die den Bremsweg weiter verlängert hätte.

### Fehlende Warneinrichtungen am Flughafen
Auf dem Flughafen Toronto war kein sog. Windshear Radar (NEXRAD – next generation radar (engl.)) vorhanden. Das auf dem Doppler-Effekt beruhende Radar NEXRAD soll Flughafen und Piloten vor plötzlichen Böen und einem Downburst warnen. In Kanada ist bisher kein Flughafen mit dem NEXRAD ausgestattet, in den Vereinigten Staaten hingegen gehört es bereits zum Standard für Flughäfen.
Ob der Flugsicherung und dem diensttuenden Flugmeteorologen online Satellitenaufnahmen von geostationären Satelliten zur Verfügung standen, aus denen klar die gefährliche meteorologische Entwicklung zu entnehmen war, klärte auch der endgültige Untersuchungsbericht des TSB nicht. Den Piloten standen diese bildlichen Wetter-Informationen jedenfalls nicht zur Verfügung, sie folgten strikt der Landeanweisung des Towers.
Air-France-Chef Jean-Cyril Spinetta erklärte, die Flughafenaufsicht hätte in dieser widrigen Wetter-Situation von einer Landung dringend abraten müssen. Die Ermittler hingegen erklärten, der Kapitän trage die volle Verantwortung für die Entscheidung zur Landung.

### Abschlussbericht des TSB
Der Abschlussbericht wurde am 16. Oktober 2007 zur Veröffentlichung freigegeben. Das TSB kommt im Wesentlichen zu dem Ergebnis, der Unfall sei auf eine Verkettung von widrigen, wetterbedingten Ereignissen zurückzuführen. Für einen Blitzschlag gab es keine Indizien.
Die Piloten hätten – für sie nicht erkennbar – nicht alle nötigen Informationen gehabt; sie hätten die Schubumkehr der Triebwerke, die möglicherweise das Überschießen über das Landebahnende vermieden hätte, verzögert eingeleitet und auch die aktuell erforderliche Landebahnlänge trotz Gewitterwarnung nicht berechnet. Zudem hätten die vorgeschriebenen Verfahren das Risiko von Fehlern erhöht. Die Entscheidung der Crew, die Landung durchzuführen, wurde unter den gegebenen Umständen als den Vorgaben entsprechend eingestuft.
Am Flughafen sei das Gelände ab 150 m nach dem Ende der Landebahn topografisch ungünstig gestaltet gewesen und habe zur Beschädigung des Flugzeugs beigetragen. Der Ablauf der Evakuierung sei nicht optimal gewesen, da die Ausstiegsrutschen wegen unzureichender Kennzeichnung nur einbahnig benutzt wurden, obwohl sie zweibahnig waren. Zudem habe fast die Hälfte der Passagiere das Handgepäck mitgenommen.
Der Unfall zeigt nach Auffassung des TSB, dass Piloten generell insbesondere die direkten Wirkungen konvektiver Ereignisse, wie z. B. lokaler Gewitter, gefährlicher Scherwinde und Downbursts im Zusammenhang mit Starkregen bei Starts und Landungen immer noch unterschätzen. Einige der ausgelesenen Daten des Flugdatenschreibers sind im Anhang des Abschlussberichtes dokumentiert.

## Konsequenzen
Wie nach den meisten Flugunfällen wurde die Nummer des Linienfluges von Paris nach Toronto zunächst geändert. Nach dem 1. April 2009 wurden jedoch wieder Flüge unter der Nummer 358 durchgeführt, laut der Internetseite FlightAware beispielsweise im Jahr 2013 Flüge von Réunion nach Paris Orly.
Die Untersuchung des TSB stellte fest, dass die „Runway Safety Areas“ am Ende der Start- und Landebahnen kanadischer Flughäfen die internationalen Standards nicht erfüllen und verbessert werden müssen. Das TSB schlug auch Vorsichtsmaßnahmen vor, die Fluggesellschaft und Flughafenbetreiber ergreifen sollen, wenn Landungen unter schlechten Wetterbedingungen erfolgen.
Kapitän Alain Rosaye schied nach dem Unfall freiwillig aus dem Dienst der Air France aus. Er hat seit dem Unfall weder ein Luftfahrzeug der Air France noch ein anderes Luftfahrzeug geführt. Er leidet nach wie vor unter der psychischen Belastung und den Verletzungsfolgen. Der erste Offizier Frédéric Naud wurde während der Ermittlungen für drei Monate beurlaubt und fliegt seit Anfang 2006 wieder für Air France.